# سیارک ۲۴۶۴۳
سیارک ۲۴۶۴۳ (به انگلیسی: 24643 MacCready، نامگذاری:1984SS) بیست و چهار هزار و ششصد و چهل و سومین سیارک کشف شده‌است که در ۲۸ سپتامبر ۱۹۸۴ کشف شد.